# Laganum centrale
Laganum centrale is een zee-egel uit de familie Laganidae.
De wetenschappelijke naam van de soort werd in 1925 gepubliceerd door Hubert Lyman Clark.